# La Peza
La Peza er en by og kommune i det sydøstlige Spanien i provinsen Granada. Den har et indbyggertal på 1.107 (2024) indbyggere.